# Hery Rajaonarimampianina
Hery Martial Rakotoarimanana Rajaonarimampianina (sinh ngày 6 tháng 11 năm 1958) là chính trị gia Madagascar, giữ chức Thủ tướng Madagascar từ tháng 1 năm 2014 cho đến tháng 9 năm 2018.
Sau khi được bầu, Rajaonarimampianina giữ kỷ lục về nguyên thủ Quốc gia có tên dài nhất (với 44 ký tự).